# Danh sách tiểu hành tinh: 25901–26000
| Tên                | Tên đầu tiên | Ngày phát hiện       | Nơi phát hiện                      | Người phát hiện |
| ------------------ | ------------ | -------------------- | ---------------------------------- | --------------- |
| 25901 Ericbrooks   | 2000 YX99    | 30 tháng 12 năm 2000 | Socorro                            | LINEAR          |
| 25902 -            | 2000 YZ105   | 28 tháng 12 năm 2000 | Socorro                            | LINEAR          |
| 25903 Yuvalcalev   | 2000 YC116   | 30 tháng 12 năm 2000 | Socorro                            | LINEAR          |
| 25904 -            | 2000 YQ123   | 28 tháng 12 năm 2000 | Socorro                            | LINEAR          |
| 25905 -            | 2000 YO134   | 31 tháng 12 năm 2000 | Anderson Mesa                      | LONEOS          |
| 25906 -            | 2000 YV139   | 27 tháng 12 năm 2000 | Anderson Mesa                      | LONEOS          |
| 25907 Capodilupo   | 2001 AR20    | 3 tháng 1 năm 2001   | Socorro                            | LINEAR          |
| 25908 -            | 2001 BJ      | 17 tháng 1 năm 2001  | Oizumi                             | T. Kobayashi    |
| 25909 -            | 2001 BU49    | 21 tháng 1 năm 2001  | Socorro                            | LINEAR          |
| 25910 -            | 2001 BM50    | 25 tháng 1 năm 2001  | Socorro                            | LINEAR          |
| 25911 -            | 2001 BC76    | 26 tháng 1 năm 2001  | Socorro                            | LINEAR          |
| 25912 Recawkwell   | 2001 CP9     | 1 tháng 2 năm 2001   | Socorro                            | LINEAR          |
| 25913 -            | 2001 CB29    | 2 tháng 2 năm 2001   | Anderson Mesa                      | LONEOS          |
| 25914 -            | 2001 CC30    | 2 tháng 2 năm 2001   | Anderson Mesa                      | LONEOS          |
| 25915 -            | 2001 CF30    | 2 tháng 2 năm 2001   | Anderson Mesa                      | LONEOS          |
| 25916 -            | 2001 CP44    | 15 tháng 2 năm 2001  | Socorro                            | LINEAR          |
| 25917 -            | 2001 DT6     | 17 tháng 2 năm 2001  | Đài thiên văn Zvjezdarnica Višnjan | K. Korlević     |
| 25918 -            | 2001 DT13    | 19 tháng 2 năm 2001  | Oizumi                             | T. Kobayashi    |
| 25919 Comuniello   | 2001 DV15    | 16 tháng 2 năm 2001  | Socorro                            | LINEAR          |
| 25920 Templeanne   | 2001 DT18    | 16 tháng 2 năm 2001  | Socorro                            | LINEAR          |
| 25921 -            | 2001 DS21    | 16 tháng 2 năm 2001  | Socorro                            | LINEAR          |
| 25922 -            | 2001 DY21    | 16 tháng 2 năm 2001  | Socorro                            | LINEAR          |
| 25923 -            | 2001 DS29    | 17 tháng 2 năm 2001  | Socorro                            | LINEAR          |
| 25924 Douglasadams | 2001 DA42    | 19 tháng 2 năm 2001  | Socorro                            | LINEAR          |
| 25925 Jamesfenska  | 2001 DW48    | 16 tháng 2 năm 2001  | Socorro                            | LINEAR          |
| 25926 -            | 2001 DY48    | 16 tháng 2 năm 2001  | Socorro                            | LINEAR          |
| 25927 Jagandelman  | 2001 DE51    | 16 tháng 2 năm 2001  | Socorro                            | LINEAR          |
| 25928 -            | 2001 DJ52    | 17 tháng 2 năm 2001  | Socorro                            | LINEAR          |
| 25929 -            | 2001 DY52    | 17 tháng 2 năm 2001  | Socorro                            | LINEAR          |
| 25930 Spielberg    | 2001 DJ54    | 21 tháng 2 năm 2001  | Desert Beaver                      | W. K. Y. Yeung  |
| 25931 Peterhu      | 2001 DJ70    | 19 tháng 2 năm 2001  | Socorro                            | LINEAR          |
| 25932 -            | 2001 DB72    | 19 tháng 2 năm 2001  | Socorro                            | LINEAR          |
| 25933 Ruoyijiang   | 2001 DM73    | 19 tháng 2 năm 2001  | Socorro                            | LINEAR          |
| 25934 -            | 2001 DC74    | 19 tháng 2 năm 2001  | Socorro                            | LINEAR          |
| 25935 -            | 2001 DG74    | 19 tháng 2 năm 2001  | Socorro                            | LINEAR          |
| 25936 -            | 2001 DZ79    | 20 tháng 2 năm 2001  | Haleakala                          | NEAT            |
| 25937 -            | 2001 DY92    | 19 tháng 2 năm 2001  | Anderson Mesa                      | LONEOS          |
| 25938 -            | 2001 DC102   | 16 tháng 2 năm 2001  | Socorro                            | LINEAR          |
| 25939 -            | 2001 EQ      | 3 tháng 3 năm 2001   | Reedy Creek                        | J. Broughton    |
| 25940 -            | 2001 ET5     | 2 tháng 3 năm 2001   | Anderson Mesa                      | LONEOS          |
| 25941 -            | 2001 EB9     | 2 tháng 3 năm 2001   | Anderson Mesa                      | LONEOS          |
| 25942 -            | 2001 EH9     | 2 tháng 3 năm 2001   | Anderson Mesa                      | LONEOS          |
| 25943 -            | 2001 EL10    | 2 tháng 3 năm 2001   | Anderson Mesa                      | LONEOS          |
| 25944 -            | 2001 EP10    | 2 tháng 3 năm 2001   | Anderson Mesa                      | LONEOS          |
| 25945 -            | 2001 EQ10    | 2 tháng 3 năm 2001   | Anderson Mesa                      | LONEOS          |
| 25946 -            | 2001 EH12    | 3 tháng 3 năm 2001   | Socorro                            | LINEAR          |
| 25947 -            | 2001 EQ14    | 15 tháng 3 năm 2001  | Socorro                            | LINEAR          |
| 25948 -            | 2001 EW15    | 15 tháng 3 năm 2001  | Oizumi                             | T. Kobayashi    |
| 25949 -            | 2001 EH16    | 15 tháng 3 năm 2001  | Haleakala                          | NEAT            |
| 25950 -            | 2001 EU16    | 15 tháng 3 năm 2001  | Haleakala                          | NEAT            |
| 25951 -            | 2001 EZ21    | 15 tháng 3 năm 2001  | Anderson Mesa                      | LONEOS          |
| 25952 -            | 2001 FE2     | 17 tháng 3 năm 2001  | Socorro                            | LINEAR          |
| 25953 Lanairlett   | 2001 FM5     | 18 tháng 3 năm 2001  | Socorro                            | LINEAR          |
| 25954 -            | 2001 FM13    | 19 tháng 3 năm 2001  | Anderson Mesa                      | LONEOS          |
| 25955 -            | 2001 FX14    | 19 tháng 3 năm 2001  | Anderson Mesa                      | LONEOS          |
| 25956 -            | 2001 FE16    | 19 tháng 3 năm 2001  | Anderson Mesa                      | LONEOS          |
| 25957 -            | 2001 FO16    | 19 tháng 3 năm 2001  | Anderson Mesa                      | LONEOS          |
| 25958 -            | 2001 FF18    | 19 tháng 3 năm 2001  | Anderson Mesa                      | LONEOS          |
| 25959 -            | 2001 FZ18    | 19 tháng 3 năm 2001  | Anderson Mesa                      | LONEOS          |
| 25960 -            | 2001 FQ20    | 19 tháng 3 năm 2001  | Anderson Mesa                      | LONEOS          |
| 25961 -            | 2001 FL22    | 21 tháng 3 năm 2001  | Anderson Mesa                      | LONEOS          |
| 25962 Yifanli      | 2001 FF26    | 18 tháng 3 năm 2001  | Socorro                            | LINEAR          |
| 25963 Elisalin     | 2001 FP26    | 18 tháng 3 năm 2001  | Socorro                            | LINEAR          |
| 25964 Liudavid     | 2001 FY26    | 18 tháng 3 năm 2001  | Socorro                            | LINEAR          |
| 25965 Masihdas     | 2001 FB27    | 18 tháng 3 năm 2001  | Socorro                            | LINEAR          |
| 25966 Akhilmathew  | 2001 FP28    | 19 tháng 3 năm 2001  | Socorro                            | LINEAR          |
| 25967 -            | 2001 FF29    | 19 tháng 3 năm 2001  | Socorro                            | LINEAR          |
| 25968 -            | 2001 FZ30    | 21 tháng 3 năm 2001  | Haleakala                          | NEAT            |
| 25969 -            | 2001 FM33    | 18 tháng 3 năm 2001  | Socorro                            | LINEAR          |
| 25970 Nelakanti    | 2001 FD35    | 18 tháng 3 năm 2001  | Socorro                            | LINEAR          |
| 25971 -            | 2001 FP35    | 18 tháng 3 năm 2001  | Socorro                            | LINEAR          |
| 25972 Pfefferjosh  | 2001 FV35    | 18 tháng 3 năm 2001  | Socorro                            | LINEAR          |
| 25973 Puranik      | 2001 FP38    | 18 tháng 3 năm 2001  | Socorro                            | LINEAR          |
| 25974 -            | 2001 FF43    | 18 tháng 3 năm 2001  | Socorro                            | LINEAR          |
| 25975 -            | 2001 FG43    | 18 tháng 3 năm 2001  | Socorro                            | LINEAR          |
| 25976 -            | 2001 FE44    | 18 tháng 3 năm 2001  | Socorro                            | LINEAR          |
| 25977 -            | 2001 FG46    | 18 tháng 3 năm 2001  | Socorro                            | LINEAR          |
| 25978 Katerudolph  | 2001 FS48    | 18 tháng 3 năm 2001  | Socorro                            | LINEAR          |
| 25979 Alansage     | 2001 FC49    | 18 tháng 3 năm 2001  | Socorro                            | LINEAR          |
| 25980 -            | 2001 FK53    | 18 tháng 3 năm 2001  | Socorro                            | LINEAR          |
| 25981 Shahmirian   | 2001 FT53    | 18 tháng 3 năm 2001  | Socorro                            | LINEAR          |
| 25982 -            | 2001 FQ57    | 19 tháng 3 năm 2001  | Socorro                            | LINEAR          |
| 25983 -            | 2001 FR57    | 19 tháng 3 năm 2001  | Socorro                            | LINEAR          |
| 25984 -            | 2001 FG60    | 19 tháng 3 năm 2001  | Socorro                            | LINEAR          |
| 25985 -            | 2001 FZ63    | 19 tháng 3 năm 2001  | Socorro                            | LINEAR          |
| 25986 Sunanda      | 2001 FW65    | 19 tháng 3 năm 2001  | Socorro                            | LINEAR          |
| 25987 Katherynshi  | 2001 FJ66    | 19 tháng 3 năm 2001  | Socorro                            | LINEAR          |
| 25988 Janesuh      | 2001 FA67    | 19 tháng 3 năm 2001  | Socorro                            | LINEAR          |
| 25989 -            | 2001 FB67    | 19 tháng 3 năm 2001  | Socorro                            | LINEAR          |
| 25990 -            | 2001 FJ70    | 19 tháng 3 năm 2001  | Socorro                            | LINEAR          |
| 25991 -            | 2001 FN78    | 19 tháng 3 năm 2001  | Socorro                            | LINEAR          |
| 25992 Benjamensun  | 2001 FT78    | 19 tháng 3 năm 2001  | Socorro                            | LINEAR          |
| 25993 Kevinxu      | 2001 FJ80    | 21 tháng 3 năm 2001  | Socorro                            | LINEAR          |
| 25994 Lynnelleye   | 2001 FK80    | 21 tháng 3 năm 2001  | Socorro                            | LINEAR          |
| 25995 -            | 2001 FA83    | 24 tháng 3 năm 2001  | Socorro                            | LINEAR          |
| 25996 -            | 2001 FN84    | 26 tháng 3 năm 2001  | Kitt Peak                          | Spacewatch      |
| 25997 -            | 2001 FP90    | 26 tháng 3 năm 2001  | Socorro                            | LINEAR          |
| 25998 -            | 2001 FW91    | 16 tháng 3 năm 2001  | Socorro                            | LINEAR          |
| 25999 -            | 2001 FN94    | 16 tháng 3 năm 2001  | Socorro                            | LINEAR          |
| 26000 -            | 2001 FH98    | 16 tháng 3 năm 2001  | Socorro                            | LINEAR          |